# Leucettusa dictyogaster
Leucettusa dictyogaster är en svampdjursart som beskrevs av Arthur Dendy och R.W. Harold Row 1913. Leucettusa dictyogaster ingår i släktet Leucettusa och familjen Leucaltidae. Inga underarter finns listade i Catalogue of Life.